# Thomas Hewitt
Thomas „Tom” Hewitt (ur. 8 marca 1950) – irlandzki strzelec, olimpijczyk w barwach reprezentacji Irlandii (1980) i medalista igrzysk Wspólnoty Narodów jako reprezentant Irlandii Północnej.

## Kariera
Wziął udział w Letnich Igrzyskach Olimpijskich 1980 jako reprezentant Irlandii. Zajął wówczas 11. miejsce w trapie wśród 34 startujących strzelców.
W barwach reprezentacji Irlandii Północnej startował na igrzyskach Wspólnoty Narodów w latach 1978–1998. Dwukrotnie stanął na podium tej imprezy. Na igrzyskach w 1986 roku zdobył srebrny medal w trapie drużynowym (wraz z E. Furphy’ym), zaś na zawodach w 1994 roku osiągnął złoto w tej samej konkurencji (jego partnerem był Thomas Allen). 
Wielokrotny uczestnik mistrzostw świata, mistrzostw Europy i Pucharu Świata (jako reprezentant Irlandii). Był m.in. 6. w trapie podczas mistrzostw Europy w 1979 roku, 36. na mistrzostwach świata w 1995 roku i 15. w Pucharze Świata w 1997 roku.

## Wyniki

### Igrzyska olimpijskie
| Igrzyska    | Konkurencja | Wynik    | Miejsce | Źródło |
| ----------- | ----------- | -------- | ------- | ------ |
| Moskwa 1980 | Trap        | 189 pkt. | 11      | [ 6 ]  |

### Igrzyska Wspólnoty Narodów
| Igrzyska          | Konkurencja     | Wynik    | Miejsce | Źródło |
| ----------------- | --------------- | -------- | ------- | ------ |
| Edmonton 1978     | Trap            | 167 pkt. | 13      | [ 7 ]  |
| Edynburg 1986     | Trap            | 184 pkt. | 10      | [ 8 ]  |
| Edynburg 1986     | Trap, drużynowo | 183 pkt. | srebro  | [ 3 ]  |
| Auckland 1990     | Trap            | 172 pkt. | 13      | [ 9 ]  |
| Auckland 1990     | Trap, drużynowo | 170 pkt. | 9       | [ 10 ] |
| Victoria 1994     | Trap            | 114 pkt. | 9       | [ 11 ] |
| Victoria 1994     | Trap, drużynowo | 188 pkt. | złoto   | [ 4 ]  |
| Kuala Lumpur 1998 | Trap            | 66 pkt.  | –       | [ 12 ] |
| Kuala Lumpur 1998 | Trap, drużynowo | 184 pkt. | 5       | [ 13 ] |